# Евсейчик, Юрий Петрович
Юрий Петрович Евсейчик (укр. Юрій Петрович Євсейчик, ивр. יורי יבסייצ'יק‎; 23 января 1971, Золотоноша, Черкасская область, Украинская ССР, СССР) — советский, украинский и израильский борец греко-римского стиля, призёр чемпионата мира, участник Олимпийских игр 2000 года в Сиднее и Олимпийских игр 2004 года в Афинах. Занимался также американским футболом, борьбой на поясах, борьбой куреш

## Биография
Борьбой стал заниматься с 1980 года. Первый тренер – Владимир Иванович Кузьменко. С 8-го класса тренерируется в спортинтернате в Киеве. Дважды он выигрывал первенство СССР посреди спортинтернатов. Мастером спорта СССР стал в 16 лет. В июне 1989 года в немецком Виттене стал чемпионом Европы среди юниоров. В 1991 году выиграл чемпионат мира среди молодёжи, за что получил звание мастера спорта СССР международного класса. Чемпион Украины среди взрослых, 4 место на Спартакиаде СССР. Тренировался у Николая Кривоноса. Параллельно два года занимался американским футболом. Являлся чемпионом Украины и СНГ по американскому футболу в составе клуба «Донецкие скифы» из Донецка. В 1992 году окончил Черкасский педагогический институт. В октябре 1994 года на Кубке мира в венгерском Кечкемете стал победителем в составе сборной Украины.  В 1997 году переехал в Израиль. Выступал за борцовский клуб «Маккаби» из города Беер-Шева. Тренировался под руководством Бориса Табачника и Леонида Шульмана. В Израиле у Юрия не было достойных спарринг-партнеров, поэтому тренироваться приходилось за границей — преимущественно в Украине, России или Литве. В сентябре 2000 года Олимпийские игры 2000 на групповой стадии провёл три схватки, в которых одержал три победы, сначала одолел турка Фатиха Бакира, затем чеха Давида Вала,  после чего поляка Марека Ситника и вышел в полуфинал, где ведя со счетом 2-0 уступил Рулону Гарднеру из США, который в финале Олимпиады победил легендарного россиянина Александра Карелина и стал олимпийским чемпионом, а сам Юрий Евсейчик уступил в схватке за бронзовую медаль белорусу Дмитрию Дебелке, занял 4 место и остался без медали. На следующей Олимпиаде в августе 2004 года в Афинах Юрий выступил менее успешно, проиграв на ещё начальной стадии две схватки из двух – будущему трехкратному олимпийскому чемпиону Михайну Лопесу из Кубы и Екты Йылмазу Гюлю из Турции, заняв в итоге лишь 19 место. После афинской Олимпиады переквалифицировался из греко-римской борьбы на борьбу на поясах. В 2005 году в Казани стал серебряным призёром чемпионата мира, а в 2007 году в Уфе бронзовым, также стал бронзовым призёром Кубка мира в Черкесске в 2007 году, и серебряным призер чемпионата Европы 2008 года в Мариуполе по борьбе куреш в весовой категории свыше 100 кг.

## Спортивные результаты
- Чемпионат Европы по борьбе среди юниоров 1989 — ;
- Чемпионат мира по борьбе среди молодёжи 1991 — ;
- Кубок мира по борьбе 1994 — 6;
- Кубок мира по борьбе 1994 (команда) — ;
- Чемпионат мира по борьбе 1995 — 5;
- Чемпионат Европы по борьбе 1998 — 6;
- Чемпионат мира по борьбе 1998 — ;
- Чемпионат Европы по борьбе 1999 — 5;
- Чемпионат мира по борьбе 1999 — 10;
- Чемпионат Европы по борьбе 2000 — 4;
- Олимпийские игры 2000 — 4;
- Чемпионат Европы по борьбе 2001 — 6;
- Чемпионат мира по борьбе 2001 — 20;
- Чемпионат Европы по борьбе 2002 — 4;
- Чемпионат мира по борьбе 2002 — 6;
- Чемпионат Европы по борьбе 2003 — 6;
- Чемпионат мира по борьбе 2003 — 13;
- Чемпионат Европы по борьбе 2004 — 6;
- Олимпийские игры 2004 — 19;